# Vaulx (Doornik)
Vaulx (ook: Vaulx-Tournai of Vaulx-lez-Tournai) is een dorp in de Belgische provincie Henegouwen, en een deelgemeente van de Waalse stad Doornik. Vaulx was een zelfstandige gemeente, tot die bij de gemeentelijke herindeling van 1977 toegevoegd werd aan de gemeente Doornik.

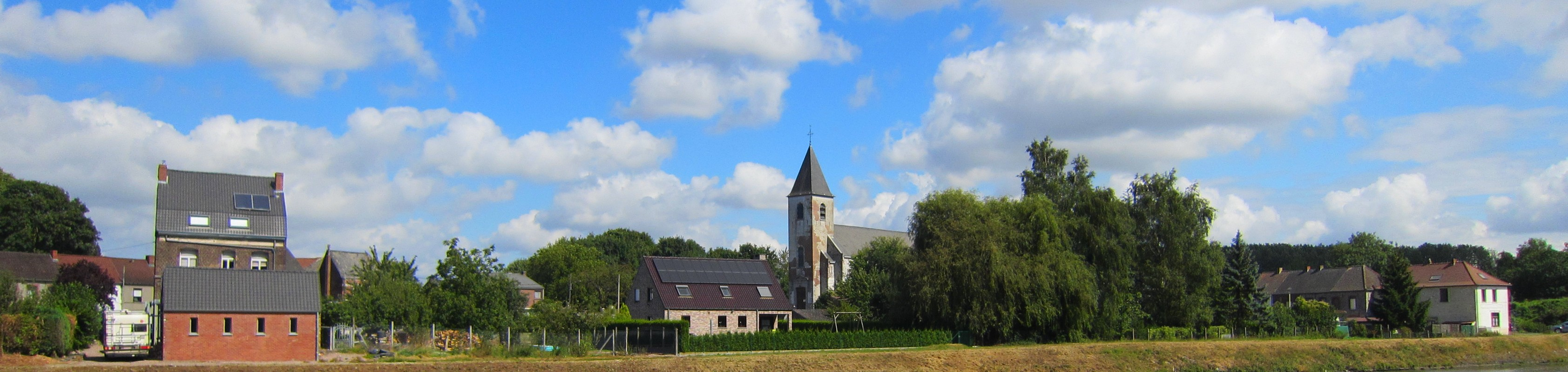
Zicht op Vaulx

## Bezienswaardigheden
- Het Château de la Buissonnière, eclectisch kasteel uit begin 19e eeuw, gelegen in een kasteelpark.
- De Sint-Pieterskerk (Église Saint-Pierre) is een neoclassicistisch kerkgebouw van 1905 op de basis van overblijfselen van een kerk uit 1778.
- De ruïne van het Château Jules César, 14e-eeuws versterkt kasteel.
- Het Kasteel van Vaulx (Château de Vaulx) van 19245 in Beaux-arts-stijl, gelegen in een landschapspark.

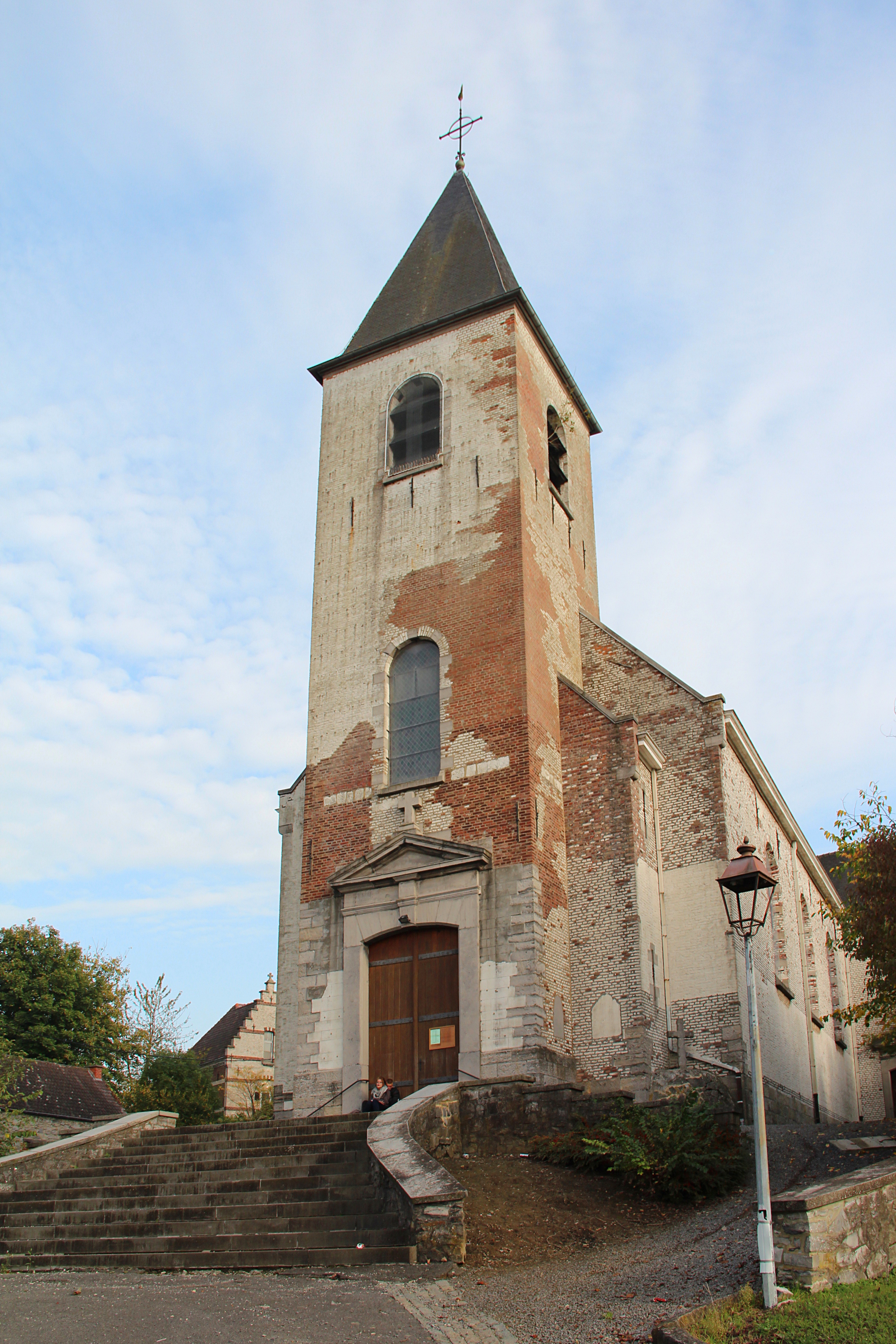
Sint-Pieterskerk
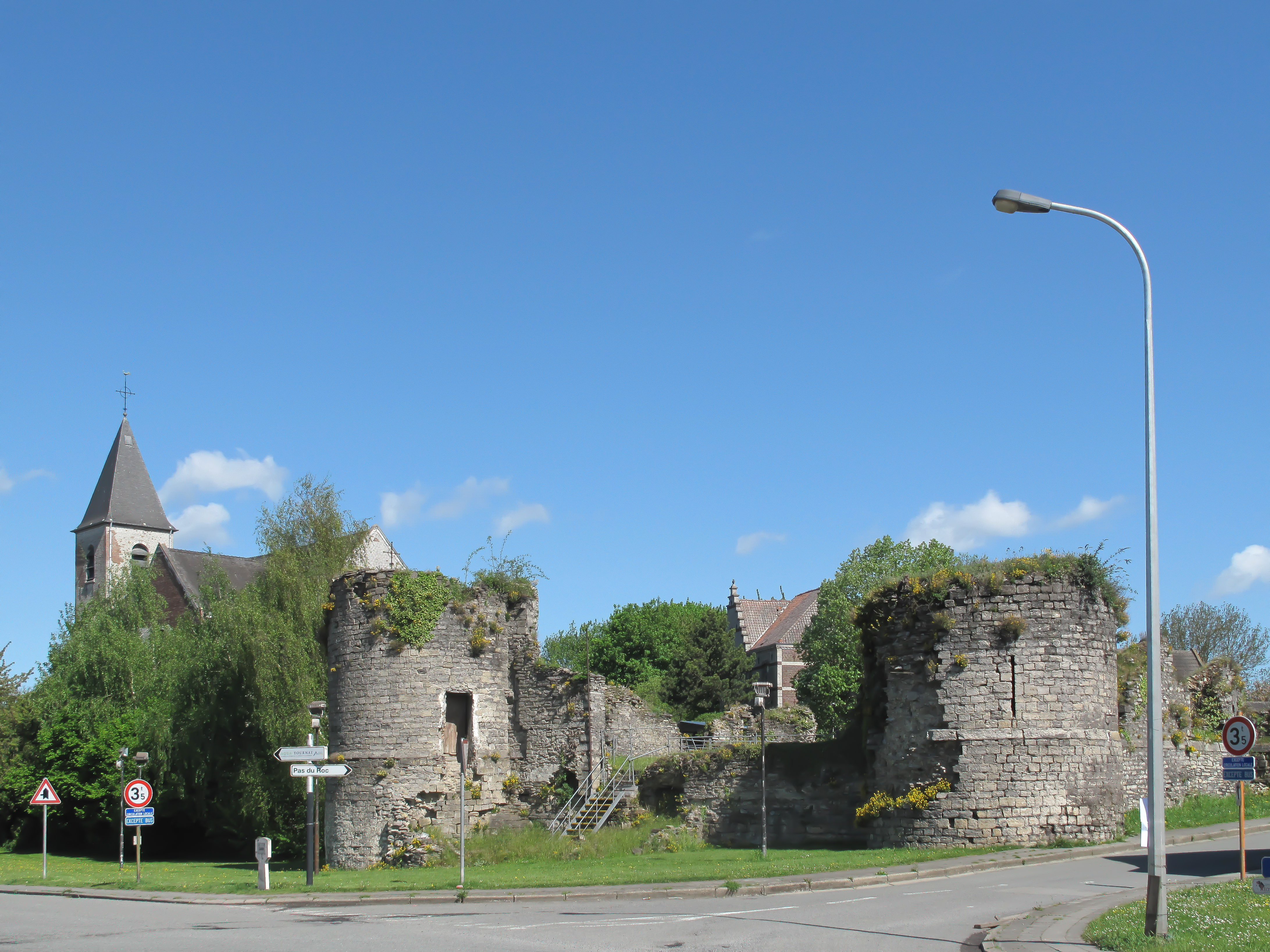
Ruïnes van het oude kasteel (Château Jules César)

## Natuur en landschap
Vaulx ligt aan de Schelde. Ten oosten van de plaats liggen uitgestrekte steengroeven (Carrière Lemay). Sinds 1898 wordt daar op grote schaal Doornikse steen (kalksteen) gewonnen. Steenhopen tot 70 meter en kuilen tot -100 meter zijn daar te vinden. De natuurlijke hoogte van Vaulx bedraagt 18-37 meter.

## Demografische ontwikkeling
- Bronnen:NIS, Opm:1831 tot en met 1970=volkstellingen

## Nabijgelegen kernen
Doornik, Warchin, Chercq, Antoing